# Église Saint-Vincent de Chemillé-sur-Indrois
Pour les articles homonymes, voir Église Saint-Vincent.
L'église Saint-Vincent de Chemillé-sur-Indrois est un édifice religieux, dédié au culte catholique, situé au centre du bourg de Chemillé-sur-Indrois, une commune du département d’Indre-et-Loire. Le chœur roman de l'édifice est inscrit comme monument historique et un Christ en croix fait partie des objets inscrits au titre des monuments historiques.

## Localisation
L'église Saint-Vincent se trouve au centre du bourg de Chemillé en bordure sud de la D760 qui constitue la principale rue du bourg, lui-même niché au fond du lobe d'un méandre de l'Indrois. L'édifice ne respecte pas exactement l'orientation habituellement retenue pour les églises, puisque son axe principal est orienté du nord-ouest au sud-est. Le cimetière communal, attenant, se développe au sud-ouest de l'église.

## Historique
L'église est construite au XIIe siècle ; c'est à cette époque que la première mention attestée de Chemillé-sur-Indrois apparaît dans les textes. Le terme de « paroisse » ne désigne Chemillé qu'un siècle plus tard. De l'édifice d'origine sont conservés le chœur à l'exception de sa voûte moderne, son abside ainsi que le clocher.
En 1580, Claude du Chesne, alors propriétaire du fief de Chemillé, ordonne la construction d'une chapelle seigneuriale au nord de la nef.
En 1784, une importante campagne de construction et de réfection modifie fondamentalement l'aspect de l'église. La nef est reconstruite et agrandie vers l'ouest et une chapelle est édifiée côté sud de la nef, mais leur style architectural rappelle celui de l'autre chapelle.

## Architecture et mobilier

### Architecture extérieure et intérieure

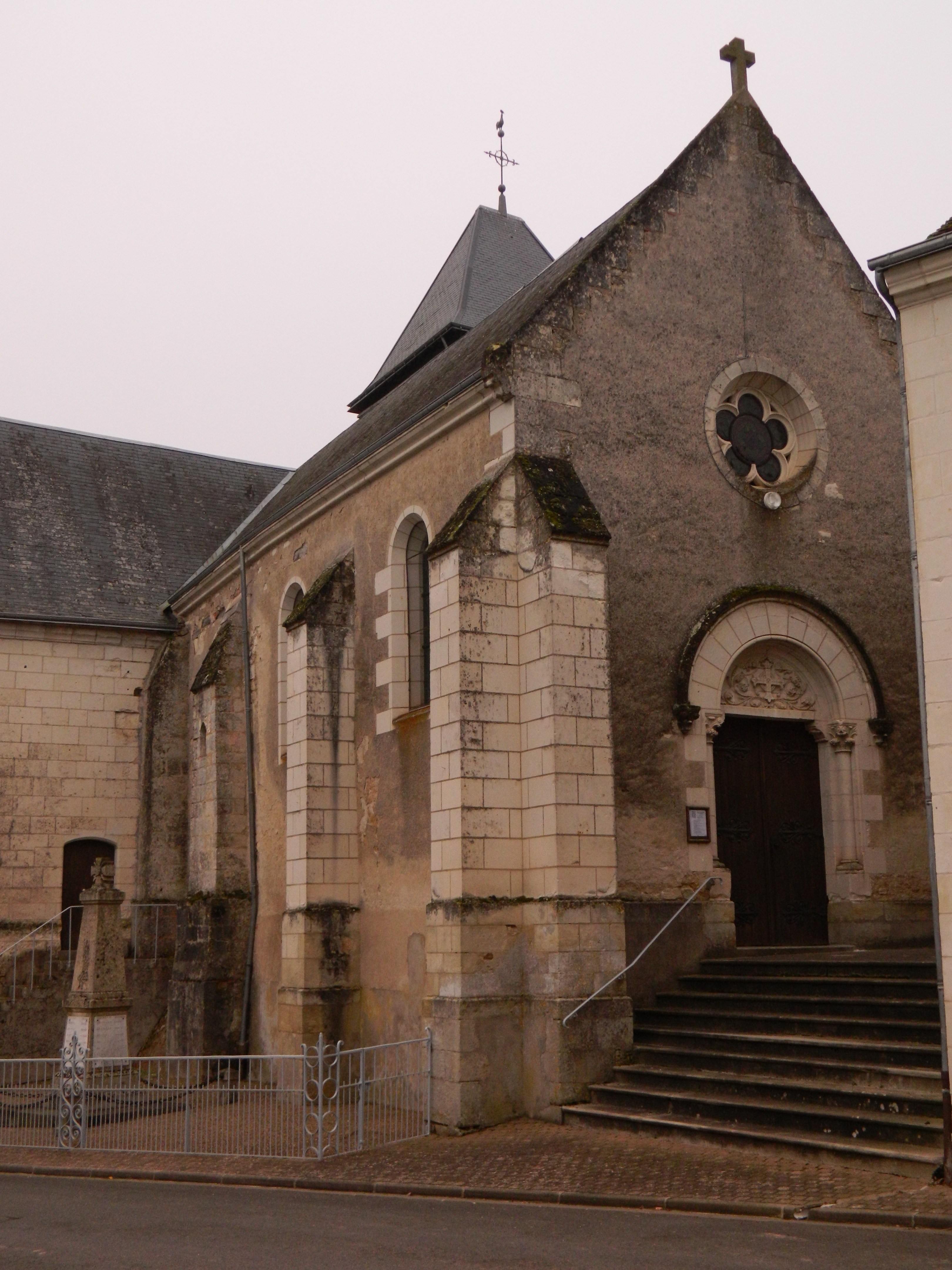
Le portail ouest et la nef de l'église.

La nef, moderne bien que construite dans un style comparable à celui de certaines parties plus anciennes de l'édifice, comporte trois longues travées séparées et épaulées extérieurement par des contreforts plaqués. Cette nef prend jour par trois baies en plein cintre ouvertes sur chacune de ses faces latérales. Le portail, encadré par deux colonnes engagées, est rehaussé d'un tympan en plein cintre dont l'extrados est souligné par une moulure simple. Une rosace néoromane à cinq lobes prend place au-dessus du portail.
Le clocher de section carrée est construit à la jonction de la nef et du chœur, mais il est désaxé vers le sud. Le rez-de chaussée a été aménagé en chapelle en 1874. L'étage du beffroi, séparé de la base par une corniche moulurée, est percé sur chacune de ses faces de deux baies géminées en plein cintre équipées d'abat-son en bois. Il est couvert d'une pyramide à quatre pans en ardoises.
Le chœur, datant du XIIe siècle, a été inscrit comme monument historique par arrêté du 27 novembre 1951. Il est composé d'une seule travée carrée aboutissant à l'unique abside terminale Sa voûte moderne est composée de huit nervures. Cette abside du XIIe siècle, semi-circulaire, est voûtée en cul de four et la corniche qui la souligne extérieurement est décorée de modillons. La chapelle de 1580 est attenante au nord du chœur.

### Décoration et mobilier
Le beffroi de l'église abrite une cloche provenant de la chartreuse du Liget. D'un poids de 237 kg, elle sonne en si bémol. Fondue en 1367 comme en témoigne l'inscription qu'elle porte et baptisée Maria, elle est la plus ancienne d'Indre-et-Loire :
« S. MARIA ORA PRO NOBIS MCCCLXVII YSEMBART FIST CHEST VESCEL SIGNUM SURGENDI DO FRATRIBUS ATQUE LEGENDI DAN IAHAN COULON PRIOR ME FIST »
« Sainte Marie, priez pour nous. Cette cloche a été faite en 1367 par Ysembart. Le prieur Dom Jehan la fit faire pour être le signal qui fait lever les frères et qui les appelle à la lecture. »
 Maria a été restaurée en 1998.
Dans le chœur  est installée une chaire en bois sculpté provenant également de la chartreuse du Liget.
Un Christ en croix sculpté sur bois est inscrit comme monument historique. 
La chapelle nord est remarquable à plusieurs titres : la clé de sa voûte est ornée des armoiries de la famille de son fondateur Claude de Chesne du Plessis : « D'azur  deux fasces d'or », elle renferme une statue de saint Claude datée du XIVe ou XVe siècle et deux vitraux du XVIe siècle représentent, l'un le fondateur de la chapelle et son épouse et l'autre un ecclésiastique.
Plusieurs verrières du chœur représentent des scènes religieuses, dont la Mise au tombeau. La partie inférieure de ce vitrail date du XIIe siècle et représente une mise au tombeau. Il s'agit du plus ancien témoignage connu à ce jour en France de la technique d'une pièce de verre rapportée fixée sans plomb d'assemblage (la flamme rouge de la lampe).

## Pour en savoir plus